# Albert Pighius
Albert Pighius, né vers 1490 à Kampen aux Pays-Bas et décédé le 26 décembre 1542 à Utrecht (Pays-Bas), est un mathématicien et controversiste des Pays-Bas méridionaux. Brillant orateur il est connu pour avoir lutté contre les premiers développements des idées protestantes.

## Biographie
Né vers 1490 à Kampen dans l’Overijssel, le jeune Albert achève ses études à l’Université de Louvain et y prend en 1509 le degré de maître ès arts. Il s’est attaché à l’étude des mathématiques et a fait dans cette science des progrès remarquables; mais, pour obéir à ses parents, il se rend à Cologne, y suit un cours de théologie, et reçoit le doctorat. Il s’applique ensuite à la controverse, sans négliger les mathématiques.
Sa réputation s’étend bientôt jusqu’en Italie. Le pape Adrien VI, lui-même originaire des Pays-Bas, exprime le désir de l’entendre, et, sur l’invitation expresse du pontife, Pighius vint à Rome au commencement de l’année 1523. Les discours qu’il prononce devant le pape et le Sacré Collège ajoutèrent encore à l’idée qu’on avait de son éloquence, et il est envoyé, peu après, en Allemagne pour combattre les réformateurs, dont les idées 'protestantes' commençaient à effrayer la cour de Rome. Il s’acquitte de cette commission avec beaucoup de zèle et de succès, et s’attache particulièrement à réfuter les principes de Bucer et de Calvin.
Les intérêts de l’Église l’obligent à de fréquents voyages en Italie. Il se trouve en 1530 à Bologne lors du passage de Charles Quint. Le pont sur lequel il se trouve pour assister à l’entrée de l’Empereur s’écroule, et il tombe dans la rivière. Mais il échappe à la mort.
Pighius est chargé de différentes négociations par les papes Clément VII et Paul III. Il assiste aux diètes de Worms et de Ratisbonne, où sont discutées les demandes des protestants, et prend part à toutes les décisions de ces deux assemblées. Il a obtenu, en récompense de ses services, la cure de St-Nicolas de Kempen. Il est nommé, en 1535, prévôt de St-Jean d’Utrecht. Et Paul III, à qui, selon Foppens, il avait donné des leçons de mathématiques, lui fit présent en même temps de la somme de deux mille ducats. Il prit possession de ce bénéfice en 1539, et mourut à Utrecht, le 26 décembre 1542, âgé d’un peu plus de 50 ans.

## Écrits
On trouve la liste des ouvrages de Pighius dans le tome 39 des Mémoires de Niceron ; les principaux sont :
- Adversus prognosticatorum vulgus, qui annuas prædictiones edunt et se astrologos mentiuntur, astrologiæ defensio, Paris, H. Estienne, 1518, in-4° ;
- De æquinoctiorum solstitiorumque inventione, nec non de ratione paschalis celebrationis deque restitutione ecclesiastici kalendarii, Paris (1520), in-4°. On voit, par la dédicace à Léon X, que ce pontife sentait la nécessité d’opérer la réforme du calendrier, qui fut exécutée par le pape Grégoire XIII.
- Adversus novam Marci Beneventani astronomiam, etc., ibid., 1522, in- 4°. C’est une défense des tables alphonsines.
- Apologia indicti a Paulo III concilii adversus lutheranæ confederationis rationes, ibid., 1538, in-8° ;
- Ratio componendorum dissidiorum, et sarciendæ in religione concordiæ, Cologne, 1542, in-4°, très-rare ;
- Controversiarum præcipuarum in comitiis Ratisponensibus tractatarum explicatio, Venice, 1541, in-4°, édit. très-rare; Paris, 1542, in-8° ; Cologne, même année, in-fol., et Paris, 1586. Cette édition est augmentée de l’Apologie de Pighius contre Bucer, et de sa Vie, par Jean Gunther.
- De libero hominis arbitrio et divina gratia libri 10 adversus Lutherum, Calvinum et alios, Cologne, 1542, in-fol. ;
- Hierarchiæ ecclesiasticæ assertio, ibid., 1544, 1572, in-fol.; 1583, in-8°. Dans le Recueil de quelques pièces pour servir à la continuation des fastes académiques de l’université de Louvain, on trouve une lettre de Pighius, datée du 12 juillet 1525, adressée aux docteurs de la société de théologie, pour réprimer leur faux zèle contre Érasme.